# HOAG-Trasse
| |                      |                                          |                                          |
| Streckenlänge: | ca. 15 km            |                                          |                                          |
| Spurweite: | 1435 mm (Normalspur) |                                          |                                          |
| |                      |                                          |                                          |
| ÖPNV-Trasse |                      |                                          |                                          |
| Streckenlänge: | 6,8 km               |                                          |                                          |
| Spurweite: | 1000 mm (Meterspur)  |                                          |                                          |
| Stromsystem: | 750 =                |                                          |                                          |
| |                      |                                          |                                          |
| \| \| (0,0) \| Südhafen Walsum \| Südhafen Walsum \| \| \| \| nach Schwelgern \| \| \| \| (0,5) \| Zeche Walsum \| Zeche Walsum \| \| \| \| Kleine Emscher \| \| \| \| (1,1) \| Bahnstrecke Oberhausen–Wesel \| Bahnstrecke Oberhausen–Wesel \| \| \| (1,5) \| B 8 \| B 8 \| \| \| \| Aldenrade \| \| \| \| (2,7) \| A 59 \| A 59 \| \| \| \| Zechenbahn Schwelgern–Lohberg \| \| \| \| (3,7) \| L 155 von Walsum nach OB - Holten \| L 155 von Walsum nach OB - Holten \| \| \| \| Stadtgrenze Duisburg/Oberhausen \| \| \| \| (5,1) \| Emscher \| Emscher \| \| \| \| zur Zeche Hugo Haniel \| \| \| \| \| von OQ Chemicals \| \| \| \| (7,0) \| A 3 \| A 3 \| \| \| \| zur Zeche Sterkrade \| \| \| \| \| von der Zeche Sterkrade \| \| \| \| (9,3) \| nach Oberhausen Sterkrade \| nach Oberhausen Sterkrade \| \| \| \| L 287 von Hamborn nach Sterkrade \| \| \| \| \| Bahnstrecke Oberhausen–Arnhem \| \| \| \| \| ÖPNV-Trasse 112 von Sterkrade Bf \| \| \| \| \| MAN Turbo \| \| \| \| \| A 516 \| \| \| \| \| Eisenheim \| \| \| \| \| zur Zeche Jacobi \| \| \| \| \| zur Zeche Osterfeld \| \| \| \| \| (Kehrgleis in Mittellage) \| \| \| \| \| OLGA Park \| \| \| \| \| Bahnstrecke Duisburg-Ruhrort–Dortmund \| \| \| \| \| Bahnstrecke Duisburg-Wedau–Bottrop Süd \| \| \| \| \| A 42 \| \| \| \| \| Emscher \| \| \| \| \| Rhein-Herne-Kanal \| \| \| \| \| Bahnstrecke Duisburg–Quakenbrück \| \| \| \| \| Oberhausen West–Bottrop Süd \| \| \| \| \| geplante Straßenbahnlinie 105 nach Essen \| \| \| \| \| Gasometer \| (geplant, zusammen mit 105) \| \| \| \| zur Gutehoffnungshütte \| \| \| \| \| zur Gutehoffnungshütte \| \| \| \| \| Neue Mitte Oberhausen \| \| \| \| \| B 231 \| \| \| \| \| von Gutehoffnungshütte \| \| \| \| \| Lipperfeld \| \| \| \| \| Bahnstrecke Duisburg–Dortmund \| \| \| \| \| Oberhausen Hbf–Essen-Altenessen \| \| \| \| \| Oberhausen Brücktorstraße-Am Damm \| \| \| \| \| Feuerwache \| \| \| \| \| B 223 \| \| \| \| \| Oberhausen Hbf \| \| \| \| \| (Kehrgleis in Mittellage) \| \| \| \| \| Strecke nach Mülheim (Ruhr) 112 \| \| |                      |                                          |                                          |
| | (0,0)                | Südhafen Walsum                          | Südhafen Walsum                          |
| Abzweig geradeaus und von rechts (Strecke außer Betrieb) |                      | nach Schwelgern                          | nach Schwelgern                          |
| Abzweig geradeaus und von links (Strecke außer Betrieb) | (0,5)                | Zeche Walsum                             | Zeche Walsum                             |
| Brücke über Wasserlauf (Strecke außer Betrieb) |                      | Kleine Emscher                           | Kleine Emscher                           |
| Kreuzung geradeaus unten (Strecke geradeaus außer Betrieb) | (1,1)                | Bahnstrecke Oberhausen–Wesel             | Bahnstrecke Oberhausen–Wesel             |
| Brücke (Strecke außer Betrieb) | (1,5)                | B 8                                      | B 8                                      |
| Haltepunkt / Haltestelle (Strecke außer Betrieb) |                      | Aldenrade                                | Aldenrade                                |
| | (2,7)                | A 59                                     | A 59                                     |
| Kreuzung geradeaus oben (Strecken außer Betrieb) |                      | Zechenbahn Schwelgern–Lohberg            | Zechenbahn Schwelgern–Lohberg            |
| Brücke (Strecke außer Betrieb) | (3,7)                | L 155 von Walsum nach OB - Holten        | L 155 von Walsum nach OB - Holten        |
| Grenze (Strecke außer Betrieb) |                      | Stadtgrenze Duisburg/Oberhausen          | Stadtgrenze Duisburg/Oberhausen          |
| Brücke über Wasserlauf (Strecke außer Betrieb) | (5,1)                | Emscher                                  | Emscher                                  |
| Abzweig geradeaus und nach rechts (Strecke außer Betrieb) |                      | zur Zeche Hugo Haniel                    | zur Zeche Hugo Haniel                    |
| Abzweig ehemals geradeaus, ehemals nach rechts und von rechts |                      | von OQ Chemicals                         | von OQ Chemicals                         |
| | (7,0)                | A 3                                      | A 3                                      |
| Abzweig geradeaus und ehemals nach rechts |                      | zur Zeche Sterkrade                      | zur Zeche Sterkrade                      |
| Abzweig geradeaus und ehemals von rechts |                      | von der Zeche Sterkrade                  | von der Zeche Sterkrade                  |
| Abzweig ehemals geradeaus und nach links | (9,3)                | nach Oberhausen Sterkrade                | nach Oberhausen Sterkrade                |
| Brücke (Strecke außer Betrieb) |                      | L 287 von Hamborn nach Sterkrade         | L 287 von Hamborn nach Sterkrade         |
| Kreuzung geradeaus oben (Strecke geradeaus außer Betrieb) |                      | Bahnstrecke Oberhausen–Arnhem            | Bahnstrecke Oberhausen–Arnhem            |
| Strecke (außer Betrieb) · U-Bahn-Strecke von links |                      | ÖPNV-Trasse 112 von Sterkrade Bf         | ÖPNV-Trasse 112 von Sterkrade Bf         |
| Strecke (außer Betrieb) · U-Bahn-Bahnhof |                      | MAN Turbo                                | MAN Turbo                                |
| |                      | A 516                                    |                                          |
| Strecke (außer Betrieb) · U-Bahn-Bahnhof |                      | Eisenheim                                | Eisenheim                                |
| Abzweig geradeaus, nach links und von links (Strecke außer Betrieb) · U-Bahn-Strecke |                      | zur Zeche Jacobi                         | zur Zeche Jacobi                         |
| Abzweig geradeaus und von links (Strecke außer Betrieb) · U-Bahn-Strecke |                      | zur Zeche Osterfeld                      | zur Zeche Osterfeld                      |
| Strecke (außer Betrieb) |                      | (Kehrgleis in Mittellage)                | (Kehrgleis in Mittellage)                |
| Strecke (außer Betrieb) · U-Bahn-Bahnhof |                      | OLGA Park                                | OLGA Park                                |
| Kreuzung geradeaus oben (Strecke geradeaus außer Betrieb) · U-Bahn-Kreuzung mit Eisenbahn geradeaus oben |                      | Bahnstrecke Duisburg-Ruhrort–Dortmund    | Bahnstrecke Duisburg-Ruhrort–Dortmund    |
| Kreuzung geradeaus oben (Strecke geradeaus außer Betrieb) · U-Bahn-Kreuzung mit Eisenbahn geradeaus oben |                      | Bahnstrecke Duisburg-Wedau–Bottrop Süd   | Bahnstrecke Duisburg-Wedau–Bottrop Süd   |
| |                      | A 42                                     |                                          |
| Brücke über Wasserlauf (Strecke außer Betrieb) · U-Bahn-Brücke über Wasserlauf |                      | Emscher                                  | Emscher                                  |
| Brücke über Wasserlauf (Strecke außer Betrieb) · U-Bahn-Brücke über Wasserlauf |                      | Rhein-Herne-Kanal                        | Rhein-Herne-Kanal                        |
| Kreuzung geradeaus unten (Strecke geradeaus außer Betrieb) · U-Bahn-Kreuzung mit Eisenbahn geradeaus unten |                      | Bahnstrecke Duisburg–Quakenbrück         | Bahnstrecke Duisburg–Quakenbrück         |
| Kreuzung geradeaus unten (Strecke geradeaus außer Betrieb) · U-Bahn-Kreuzung mit Eisenbahn geradeaus unten |                      | Oberhausen West–Bottrop Süd              | Oberhausen West–Bottrop Süd              |
| Strecke (außer Betrieb) · U-Bahn-Abzweig geradeaus, ehemals nach links und ehemals von links |                      | geplante Straßenbahnlinie 105 nach Essen | geplante Straßenbahnlinie 105 nach Essen |
| Strecke (außer Betrieb) · ehemaliger U-Bahn-Bahnhof |                      | Gasometer                                | (geplant, zusammen mit 105)              |
| Abzweig geradeaus und nach rechts (Strecke außer Betrieb) · U-Bahn-Strecke |                      | zur Gutehoffnungshütte                   | zur Gutehoffnungshütte                   |
| Abzweig geradeaus und nach links (Strecke außer Betrieb) · U-Bahn-Strecke |                      | zur Gutehoffnungshütte                   | zur Gutehoffnungshütte                   |
| Strecke (außer Betrieb) · U-Bahn-Bahnhof |                      | Neue Mitte Oberhausen                    | Neue Mitte Oberhausen                    |
| Brücke (Strecke außer Betrieb) · U-Bahn-Brücke |                      | B 231                                    | B 231                                    |
| Abzweig geradeaus und von rechts (Strecke außer Betrieb) · U-Bahn-Strecke |                      | von Gutehoffnungshütte                   | von Gutehoffnungshütte                   |
| Strecke (außer Betrieb) · U-Bahn-Bahnhof |                      | Lipperfeld                               | Lipperfeld                               |
| Kreuzung geradeaus oben (Strecke geradeaus außer Betrieb) · U-Bahn-Kreuzung mit Eisenbahn geradeaus oben |                      | Bahnstrecke Duisburg–Dortmund            | Bahnstrecke Duisburg–Dortmund            |
| Kreuzung geradeaus oben (Strecke geradeaus außer Betrieb) · U-Bahn-Kreuzung mit Eisenbahn geradeaus oben |                      | Oberhausen Hbf–Essen-Altenessen          | Oberhausen Hbf–Essen-Altenessen          |
| Betriebs-/Güterbahnhof Streckenende (Strecke außer Betrieb) · U-Bahn-Strecke |                      | Oberhausen Brücktorstraße-Am Damm        | Oberhausen Brücktorstraße-Am Damm        |
| U-Bahn-Bahnhof |                      | Feuerwache                               | Feuerwache                               |
| U-Bahn-Strecke mit Straßenbrücke |                      | B 223                                    | B 223                                    |
| U-Bahn-Bahnhof mit S-Bahn-Halt |                      | Oberhausen Hbf                           | Oberhausen Hbf                           |
| |                      | (Kehrgleis in Mittellage)                |                                          |
| U-Bahn-Strecke |                      | Strecke nach Mülheim (Ruhr) 112          | Strecke nach Mülheim (Ruhr) 112          |

Die HOAG-Trasse ist ein Rad- und Wanderweg zwischen den Städten Duisburg und Oberhausen. Es handelt sich um einen umgebauten Abschnitt der ehemaligen Bahnstrecke Hüttenwerke Oberhausen–Walsum Südhafen.

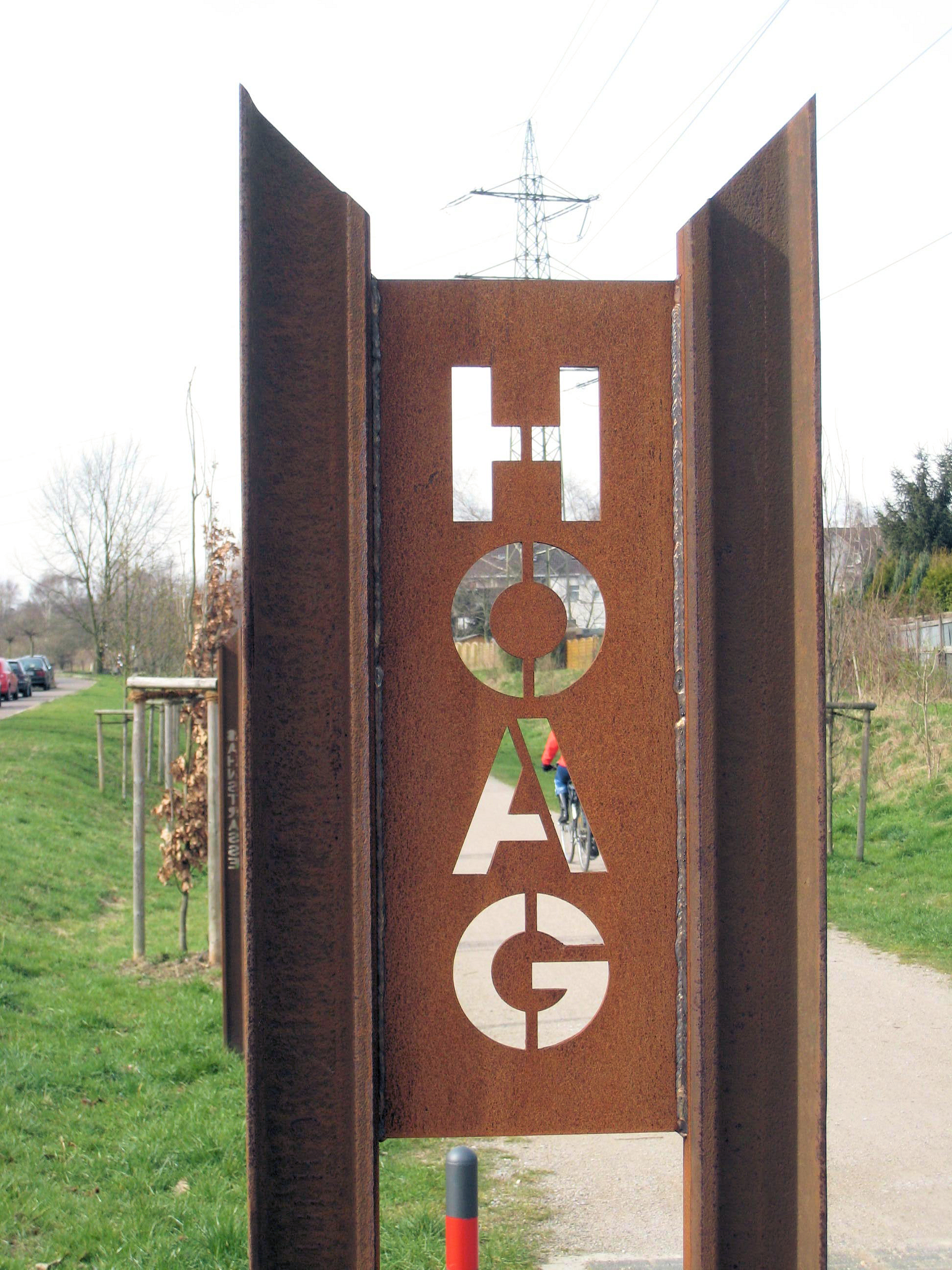
HOAG-Trasse Kennzeichnung des Fuß- und Fahrradwegs

Die Bahntrasse der ehemaligen Hüttenwerke Oberhausen Aktien-Gesellschaft (HOAG) verbindet den Duisburger Stadtteil Walsum mit Oberhausen-Sterkrade. Die HOAG-Trasse diente ursprünglich dem Kohletransport von der Zeche Sterkrade zum Rheinhafen in Walsum.
Nach fünfjähriger Bauzeit (Abtragung des Gleiskörpers, Asphaltierung usw.) durch den Regionalverband Ruhr wurde der kombinierte Rad- und Wanderweg im Mai 2007 der Öffentlichkeit übergeben. Als Wegweiser des Radwegs dienen überdimensionale, etwa 1,50 Meter hohe farbige Spielfiguren.
Das 7 Millionen Euro teure Projekt wurde vom Land Nordrhein-Westfalen sowie der Bezirksregierung Münster im Rahmen des Ökologieprogramms Emscher-Lippe zu 90 Prozent finanziert. Weitere zehn Prozent waren Eigenmittel des Regionalverbands Ruhr.